# DVB-T2 HD in Deutschland

Logo der DVB-T2-Spezifikation für Deutschland

DVB-T2 HD bezeichnet die in Deutschland genutzte Spezifikation für die Ausstrahlung von Fernsehprogrammen über DVB-T2.
Am 31. Mai 2016 begann die Umstellung von DVB-T auf DVB-T2 mit der Ausstrahlung einiger Sender in verschiedenen Ballungsgebieten. Am 29. März 2017 wurde DVB-T in vielen deutschen Ballungsräumen abgeschaltet und das Programm in DVB-T2 ausgestrahlt. Die Umstellung auf DVB-T2 erfolgte sukzessive in mehreren Phasen und wurde am 29. August 2019 abgeschlossen. Der Empfangsweg wird von ARD und ZDF sowie vom Projektbüro DVB-T2 HD Deutschland mit dem Slogan Kleine Antenne. Großes Fernsehen. beworben.
Über DVB-T2 HD ist keiner der großen Privatsender unverschlüsselt zu empfangen. Sämtliche privaten Programme außer Bibel TV, QVC, HSE, 123tv und Freenet Shopping werden verschlüsselt ausgestrahlt.

## Besondere Lage in Deutschland
Aufgrund der Digitalen Dividende II sind die Frequenzen ab 700 MHz für terrestrisches Fernsehen zukünftig nicht mehr nutzbar.
Um dennoch hochauflösendes Fernsehen in einem kleineren Frequenzspektrum senden zu können, haben sich die TV-Veranstalter entschieden, für die Bildkodierung den effizienten HEVC-Codec (H.265) einzusetzen. Somit sind außerhalb Deutschlands erhältliche Set-Top-Boxen, die nur H.264 empfangen können, für den Empfang der deutschen DVB-T2-Programme nicht geeignet. Auch Fernseher mit integriertem DVB-T2-Tuner können nur genutzt werden, wenn sie schon für HEVC (H.265) ausgelegt sind, denn in solchen Geräten ist ein HEVC-Decoder bereits enthalten. Inzwischen gibt es auch auf dem deutschen Markt Receiver für den Empfang mit HEVC – teils nur für die frei empfangbaren Programme, teils auch für die verschlüsselten Privatsender. Anders als die alten Receiver funktionieren DVB-T-Antennen auch mit DVB-T2 HD.
Die großen Veranstalter (ARD, ZDF, Mediengruppe RTL und ProSiebenSat.1) haben sich für die Bildauflösung 1080p entschieden. Dabei wurden Das Erste und ZDF vorerst nur von einem 720p-50-Signal und die beiden Privaten nur von einem 1080i-50-Signal hochskaliert. Stand 2022 werden im Ersten und den Dritten viele Sendungen ohne eine Hochskalierung von nativen 1080p50 HD-Quellen gesendet, beim ZDF beschränkt man sich dabei noch hauptsächlich auf eigene fiktionale Programme und wenige Studioproduktionen, lizenzierte fiktionale Programme werden beim ZDF nach wie vor nur hochskaliert.
Für den Empfang der freien Sender am PC eignet sich prinzipiell jede DVB-T2-Hardware. Es wird gegebenenfalls ein H.265/HEVC-fähiges Empfangsprogramm und ein passender H.265/HEVC-Decoder (je nach Empfangsprogramm z. B. FFmpeg) benötigt, welcher höhere Anforderungen an die CPU stellt als viele andere Codecs. Unter Windows wird diese freie Kombinierbarkeit von Hard- und Software mittels BDA realisiert. Auch ein Freenet-TV-Stick für den Empfang der verschlüsselten Sender existiert, dieser kann mangels BDA jedoch nur mit der mitgelieferten Software (bislang nur für Windows und MacOS) genutzt werden.

## Empfang

Logo der DVB-T2-Plattform „freenet TV“

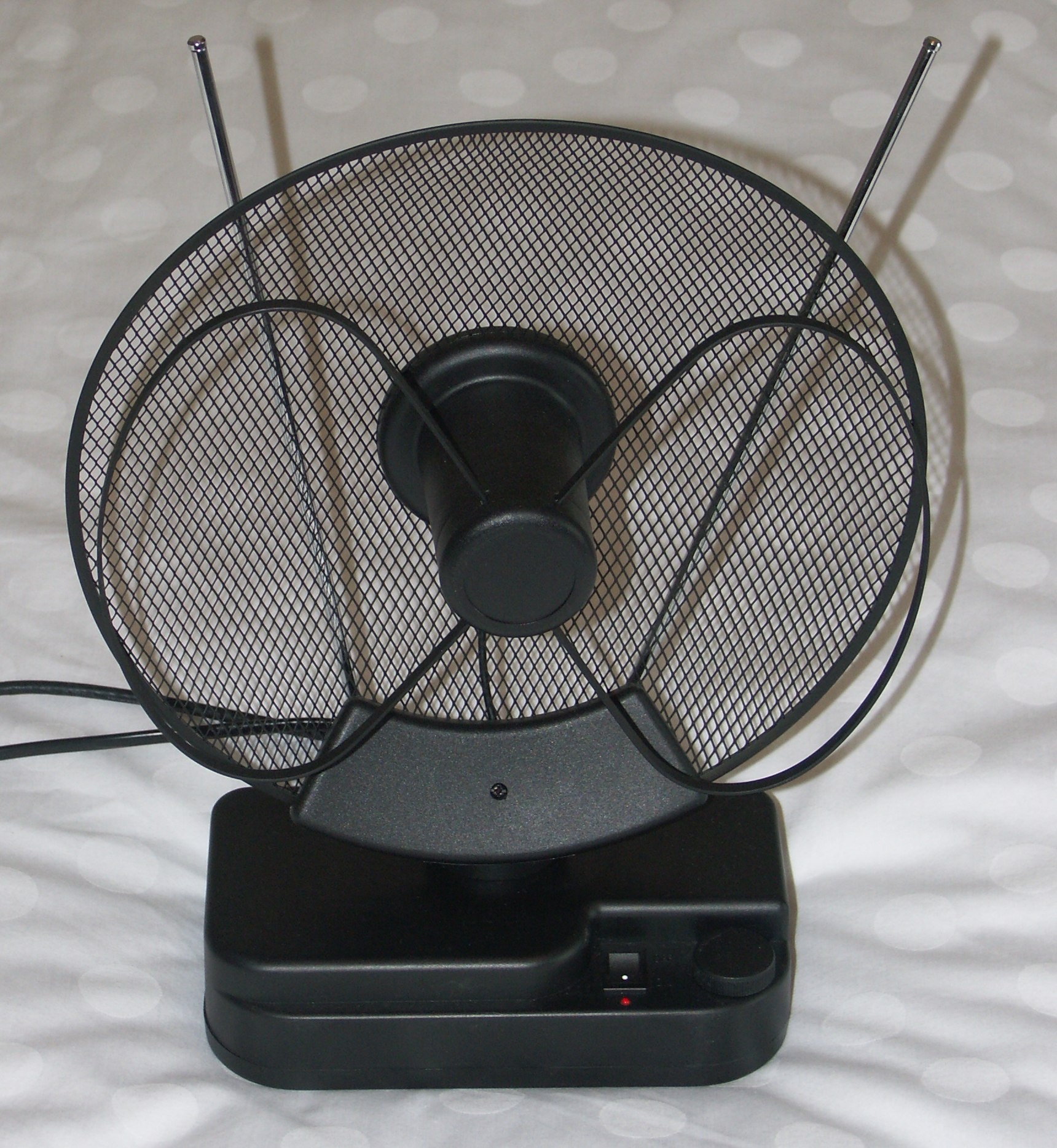
Zimmerantenne mit Verstärker

Um zu erkennen, ob ein Fernsehgerät alle unverschlüsselten und verschlüsselten Programme über DVB-T2 HD empfangen kann, wurde das grüne DVB-T2-HD-Logo eingeführt (DVB-T2-HD-Spezifikation). Mit diesem Symbol versehene Geräte erfüllen alle in Deutschland erforderlichen Voraussetzungen zum Empfang von DVB-T2 HD. Mit diesen wird man zumindest die freien Programme der öffentlich-rechtlichen Rundfunkanbieter sowie einige unverschlüsselte Privatsender empfangen können. Für den Empfang der verschlüsselten Privatsender, die über die Plattform Freenet TV ausgestrahlt werden, verfügen diese über einen CI-Plus-Schacht. Ferner benötigt man bei diesen, falls nicht bereits vorhanden, zusätzlich ein CI-Plus-Modul. Empfangsgeräte, die zusätzlich das Freenet-TV-Logo haben, haben bereits ein integriertes bzw. eingebautes CI-Plus-Modul. Solche Receiver mit integriertem CI-Plus-Modul sind laut einer Untersuchung der Stiftung Warentest mitunter günstiger als der Einzelkauf eines CI-Plus-Moduls. Die Freischaltung des Moduls und die Nutzung von Freenet TV erfordert die Zahlung eines regelmäßigen Entgelts. Pro Entschlüsselungsgerät fallen jährliche Kosten von 82,86 Euro an (Stand: Juli 2020). Wenn mehrere Fernseher im Haushalt mit Privatsendern versorgt werden sollen, muss auch für jedes Gerät einzeln gezahlt werden, da die Freischaltung für das Gerät individuell erfolgt.
Für den Empfang der freien Sender (ohne Empfang der verschlüsselten Privaten) reichen häufig auch schon Empfangsgeräte ohne diese Logos und ohne CI-Schacht aus. Diese müssen jedoch HEVC- (H.265) und HE-AAC-fähig sein. Dabei ist zu beachten, dass auch Receiver verkauft werden, die zwar DVB-T2 empfangen, aber kein HEVC decodieren können, sondern nur MPEG-4 AVC (H.264). Diese Receiver sind zwar für DVB-T2, aber nicht für in Deutschland genutztes DVB-T2 HD geeignet. Ebenso gibt es Receiver und DVB-Software, die zwar in HEVC codiertes Bild darstellen, aber keinen HE-AAC-codierten Ton wiedergeben können. In diesem Fall ist bei so ausgestrahlten Programmen kein Ton hörbar.
Über einen DVBT2-HD-USB-TV-Stick ist es möglich, das Fernsehprogramm auch am PC und Laptop zu schauen. Hier gelten in Deutschland die gleichen technischen Voraussetzungen wie für einen Receiver. Alle unverschlüsselten Programme können mit jedem TV-Stick, der diese technischen Voraussetzungen erfüllt, geschaut werden. Die verschlüsselten Programme lassen sich nur mit einem freenet TV-Stick empfangen. Hierfür wird ebenfalls eine Gebühr von 82,86 Euro pro Jahr erhoben, zuzüglich zu den Anschaffungskosten.
Der Empfang der Sender ist mit einer Stabantenne möglich, oft benötigt man aber eine Antenne mit Verstärker. Bei größerer Entfernung zum Sender ist eine Außen- oder Dachantenne notwendig. Ist ein DECT-Telefon direkt neben der Settopbox oder der Zimmerantenne, führt dies fast immer zu Störungen (Klötzchenbildung).

## Angebot
In den bereits ausgebauten Regionen (Regelbetrieb) werden zunächst etwa sechs Multiplexe (MUX) zur Verfügung stehen. Davon sind drei an die öffentlich-rechtlichen Sender vergeben und drei an die Privatsender. Pro Multiplex werden mindestens vier Fernsehsender in HD ausgestrahlt. Auf die Ausstrahlung von Radiosendern wurde zunächst verzichtet. Seit März 2021 werden in der Region des NDR dessen Hörfunkprogramme ausgestrahlt. Dies steigert die Attraktivität von DVB-T2 HD, schadet jedoch der Verbreitung von DAB+. Für den WDR und rbb sei dies aber keine Option.
- Die ARD (ARD Digital) strahlt fünf bundesweite Programme (Das Erste, One, Tagesschau24 (außer im Saarland),[14] Phoenix, Arte) sowie vier bis sieben regionale Programme (die Senderauswahl variiert je Region) aus.
- Das ZDF (ZDFmobil) strahlt fünf bundesweite Programme (ZDF, ZDFneo, ZDFinfo, KiKA und 3sat) und freenet TV connect aus. Letzteres stellt als Nachfolger der von den ehemaligen gemischt privaten DVB-T-Multiplexen ausgestrahlten Multithek Verknüpfungen zu IPTV-Streams und Mediatheken bereit.
- Die privaten Sender senden drei Muxe über die Plattform Freenet TV. Beteiligt sind die Sender der Mediengruppe RTL Deutschland (RTL, RTL Zwei, Vox, Super RTL, Nitro, n-tv) und ProSiebenSat.1 (Sat.1, ProSieben, Kabel Eins, Sixx, ProSieben Maxx, Sat.1 Gold), Tele 5, DMAX, Eurosport 1, Sport1, Welt, Nickelodeon und der Disney Channel. Diese werden verschlüsselt in HD ausgestrahlt, Sender wie Bibel TV, HSE und QVC unverschlüsselt in qHD. RTL und Sat.1 strahlen ihre Regionalversionen RTL Regional und 17:30 Sat.1 aus.

## HbbTV
Aufgrund der eingeschränkten Frequenzverfügbarkeit sendet die ARD nicht überall das gleiche Regionalfernsehen. Die fehlenden Programme, aber auch Hörfunkprogramme werden stattdessen über HbbTV ausgestrahlt. Wenn der Receiver bzw. der Fernseher dieses unterstützt, wird nach einigen Sekunden ein Internetlivestream aufgebaut. Gleiches gilt für einige Privatsender. Dieser Service ist Teil von freenet TV Connect.

## Frequenzbereich DVB-T2
Da bei DVB-T2 das 700-MHz-Band wegfällt, verbleiben für den terrestrischen digitalen Rundfunk nur die Kanäle 21 bis 48. Die Kanäle 49 bis einschließlich 60 fallen weg (die Nutzung des Bereichs bis Kanal 69 war schon früher weggefallen). Der Frequenzbereich von DVB-T2 liegt im Bereich von 470 MHz bis 690 MHz. Anfangs wurde jedoch auch das 700-MHz-Band bis einschließlich K59 (778 MHz) verwendet. Bis 2018 war in Regionen mit Kanälen zwischen K49 und K59 (je einschließlich) ein Kanalwechsel nötig.

## Pilotbetrieb
2014 begannen die ersten Ausstrahlungstests in Berlin und Bayern, 2015 auch in Nordrhein-Westfalen.
Zum 31. Mai 2016 startete ein großflächiger Pilotbetrieb zur Vorbereitung der ersten Umstiegsphase auf DVB-T2 in weiteren Ballungszentren – auch dort, wo es zuvor keine Privatsender über DVB-T gab – mit einem speziell erstellten Bouquet.
Die privaten Fernsehsender wurden dabei schon von Anfang an verschlüsselt ausgestrahlt. Es wird ein geeignetes Empfangsgerät (das heißt mit CI+) und ein Conditional-Access-Modul samt Zugangskarte benötigt. Diese Vorstufe der Programmplattform mit dem Namen „freenet TV“ wurde vom Anbieter Media Broadcast zunächst „im Rahmen einer Promotion-Aktion kostenfrei“ (aber dennoch verschlüsselt) verbreitet. Am 29. März 2017 sind die herkömmlichen DVB-T-Ausstrahlungen an den Sendestandorten der ersten Umstellungsphase eingestellt und nahezu vollständig durch Ausstrahlungen im DVB-T2-Standard ersetzt worden.
 Senderangebot Pilotmux 
Substream 0:
- Das Erste HD 1080p50, unverschlüsselt
- ZDF HD 1080p50, unverschlüsselt
- ProSieben HD 1080p50, verschlüsselt
- Sat.1 HD 1080p50, verschlüsselt
- RTL HD 1080p50, verschlüsselt
- Vox HD 1080p50, verschlüsselt

Substream 1:
- Multithek
- System Software Update (SSU)

## DVB-T2-HD-Senderstandorte
Einige DVB-T-Grundnetzsender wurden ersatzlos abgeschaltet (u. a. Sender Hochrhein, Sender Brandenkopf), so dass in einigen Regionen Deutschlands terrestrisches Fernsehen auch mit hohem Antennenaufwand nicht mehr empfangbar ist.

### Zum Start des Pilotbetriebs am 31. Mai 2016
| Senderstandort                                                       | Bundesland             | Kanal | Sendeleistung |
| -------------------------------------------------------------------- | ---------------------- | ----- | ------------- |
| Bremen (Fernmeldeturm)                                               | Bremen                 | 34    | 50 kW         |
| Schiffdorf (Fernmeldeturm)                                           | Niedersachsen          | 34    | 20 kW         |
| Hamburg (Heinrich-Hertz-Turm)                                        | Hamburg                | 44    | 50 kW         |
| Hamburg (Sender Rahlstedt/Höltigbaum)                                | Hamburg                | 44    | 20 kW         |
| Kiel (Fernmeldeturm)                                                 | Schleswig-Holstein     | 52    | 20 kW         |
| Groß Disnack (Sender Berkenthin)                                     | Schleswig-Holstein     | 44    | 20 kW         |
| Stockelsdorf (Sender Lübeck)                                         | Schleswig-Holstein     | 44    | 20 kW         |
| Rostock (Sender Toitenwinkel)                                        | Mecklenburg-Vorpommern | 55    | 40 kW         |
| Schwerin (Sender Schwerin-Zippendorf)                                | Mecklenburg-Vorpommern | 55    | 50 kW         |
| Hannover (Telemax)                                                   | Niedersachsen          | 40    | 50 kW         |
| Braunschweig (Fernmeldeturm Broitzem)                                | Niedersachsen          | 40    | 5 kW          |
| Braunschweig (Heizkraftwerk Mitte, Start geplant im 3. Quartal 2016) | Niedersachsen          | 40    | 5 kW          |
| Magdeburg (Sendemast Lange Lake)                                     | Sachsen-Anhalt         | 45    | 50 kW         |
| Berlin-Mitte (Fernsehturm Alexanderplatz)                            | Berlin                 | 42    | 50 kW         |
| Berlin-Wannsee (Fernmeldeturm Schäferberg)                           | Berlin                 | 42    | 50 kW         |
| Jena/Kernberge (Kernberge)                                           | Thüringen              | 56    | 10 kW         |
| Halle-Stadt (Funkturm)                                               | Sachsen-Anhalt         | 26    | 50 kW         |
| Leipzig/Messegrund (Funkturm)                                        | Sachsen                | 26    | 50 kW         |
| Aachen (Mulleklenkes)                                                | Nordrhein-Westfalen    | 43    | 32 kW         |
| Bonn (Sender Venusberg)                                              | Nordrhein-Westfalen    | 43    | 20 kW         |
| Köln (Colonius)                                                      | Nordrhein-Westfalen    | 43    | 20 kW         |
| Düsseldorf (Rheinturm)                                               | Nordrhein-Westfalen    | 43    | 50 kW         |
| Essen (Fernsehturm)                                                  | Nordrhein-Westfalen    | 43    | 50 kW         |
| Velbert (Sender Langenberg)                                          | Nordrhein-Westfalen    | 43    | 50 kW         |
| Wesel-Büderich (Sender Wesel)                                        | Nordrhein-Westfalen    | 43    | 50 kW         |
| Wuppertal (Fernmeldeturm Küllenhahn)                                 | Nordrhein-Westfalen    | 43    | 20 kW         |
| Dortmund (Florianturm)                                               | Nordrhein-Westfalen    | 43    | 50 kW         |
| Großer Feldberg                                                      | Hessen                 | 59    | 50 kW         |
| Frankfurt am Main (Europaturm)                                       | Hessen                 | 59    | 50 kW         |
| Wiesbaden (Fernmeldeturm)                                            | Hessen                 | 59    | 100 kW        |
| Riegelsberg (Sender Schoksberg)                                      | Saarland               | 35    | 50 kW         |
| Baden-Baden (Fremersbergturm)                                        | Baden-Württemberg      | 35    | 50 kW         |
| Heidelberg (Fernsehturm)                                             | Baden-Württemberg      | 35    | 35 kW         |
| Mannheim (Fernmeldeturm)                                             | Baden-Württemberg      | 35    | 6 kW          |
| Stuttgart (Fernmeldeturm Frauenkopf)                                 | Baden-Württemberg      | 28    | 50 kW         |
| Nürnberg (Fernmeldeturm)                                             | Bayern                 | 24    | 20 kW         |
| München (Olympiaturm)                                                | Bayern                 | 26    | 100 kW        |
| Wendelstein                                                          | Bayern                 | 26    | 100 kW        |

### Umstiegsphasen
Am 29. März 2017 begann die erste Umstiegsphase in den zuvor genannten und einigen weiteren Regionen. Es werden zumeist sechs Multiplexe ausgestrahlt.
Drei Muxe werden von zumeist fünf öffentlich-rechtlichen HD-Sendern belegt. Die ARD strahlt bundesweit ihre fünf nationalen Programme (Das Erste, One, Tagesschau24, Arte und Phoenix) in HD aus, wobei im Saarland anstelle von tagesschau24 das SR-Fernsehen ausgestrahlt wird. Während einige Anstalten wie der hr einen nationalen und regionalen ARD-Mux betreiben, strahlt der MDR nationale und regionale ARD-Programme gemischt aus. Der ZDF-Mux (ZDFmobil) besteht bundesweit aus den HD-Versionen aller fünf ZDF-Sender (ZDF, ZDFinfo, ZDFneo, KiKA und 3sat).
Die restlichen drei Multiplexe werden von Freenet TV vermarktet, darunter die Sendergruppen von RTL und ProSiebenSat.1, diese sind alle nur gegen ein monatliches Entgelt empfangbar. Die privaten HD-Programme Bibel TV, HSE, QVC, 123tv und freenet Shopping werden in 960×540 Pixeln „qHD“ kostenlos ausgestrahlt.
Die erste Umstiegsphase startete entgegen vorheriger Ankündigungen ohne den Standort Iserlohn, dessen Inbetriebnahme nicht mehr vorgesehen ist. Ebenfalls nicht in Betrieb genommen wurde der Sender Kerlingen, an dessen Stelle am 30. November 2020 der Sender Felsberg-Berus startete.
Weitere Umstellungen haben am 8. November 2017 (Phase 2a), 25. April 2018 (Phase 2b), 26. September 2018 (Phase 3a-I), 24. Oktober 2018 (Phase 3a-II), 8. November 2018 (Phase 3a-III), 28. November 2018 (Phase 3a-IV), 5. Dezember 2018 (Phase 3a-V), 13. März 2019 (Phase 3b-I), 3. April 2019 (Phase 3b-II), 22. Mai 2019 (Phase 3b-III) und am 29. August 2019 (Phase 3b-IV) stattgefunden.
Der Norddeutsche Rundfunk hat das Sendernetz in einigen Regionen noch nachträglich optimiert. Es sind zusätzliche Senderstandorte hinzugekommen, am 18. Juni 2020 in Großenbrode, am 25. Juni 2020 in Greifswald und kurze Zeit später in Röbel und Braunlage.

#### Sender und Frequenzliste
| Sender                                 | Ph.    | Land | Anstalt  | ARD-Mux mit Das Erste       | ZDF, freenet TV connect | ARD-Mux ohne Das Erste      | freenetTV 1 (RTL, Tele 5) | freenetTV 2 (P7S1, Sport1) | freenetTV 3 (gemischt) |
| -------------------------------------- | ------ | ---- | -------- | --------------------------- | ----------------------- | --------------------------- | ------------------------- | -------------------------- | ---------------------- |
| München-Olympiaturm                    | 1      | BY   | BR       | K31 (554 MHz)               | K34 (578 MHz)           | K30 (546 MHz)               | K35 (586 MHz)             | K26 (514 MHz)              | K48 (690 MHz)          |
| Wendelstein (Bayrischzell)             | 1      | BY   | BR       | K31 (554 MHz)               | K34 (578 MHz)           | K30 (546 MHz)               | K35 (586 MHz)             | K26 (514 MHz)              | K48 (690 MHz)          |
| Nürnberg                               | 1      | BY   | BR       | K42 (642 MHz)               | K34 (578 MHz)           | K29 (538 MHz)               | K35 (586 MHz)             | K24 (498 MHz)              | K25 (506 MHz)          |
| Dillberg (Neumarkt)                    | 1      | BY   | BR       | K42 (642 MHz)               | K34 (578 MHz)           | K29 (538 MHz)               |                           |                            |                        |
| Büttelberg/Frankenhöhe                 | 1      | BY   | BR       | K42 (642 MHz)               |                         | K29 (538 MHz)               |                           |                            |                        |
| Rimberg                                | 1      | HE   | HR       | K42 (642 MHz)               | K22 (482 MHz)           | K29 (538 MHz)               |                           |                            |                        |
| Großer Feldberg                        | 1      | HE   | HR       | K42 (642 MHz)               | K22 (482 MHz)           | K34 (578 MHz)               | K31 (554 MHz)             | K25 (506 MHz)              | K47 (682 MHz)          |
| Frankfurt-Europaturm                   | 1      | HE   | HR       | K42 (642 MHz)               | K22 (482 MHz)           | K34 (578 MHz)               | K31 (554 MHz)             | K25 (506 MHz)              | K47 (682 MHz)          |
| Hohe Wurzel                            | 1      | HE   | HR       | K42 (642 MHz)               | K22 (482 MHz)           | K34 (578 MHz)               | K31 (554 MHz)             | K25 (506 MHz)              | K47 (682 MHz)          |
| Darmstadt                              | 1      | HE   | HR       | K42 (642 MHz)               | K22 (482 MHz)           | K34 (578 MHz)               | K31 (554 MHz)             | K25 (506 MHz)              | K47 (682 MHz)          |
| Würzberg                               | 1      | HE   | HR       | K48 (690 MHz)               | K41 (634 MHz)           | K34 (578 MHz)               |                           |                            |                        |
| Leipzig/Messegrund                     | 1      | SN   | MDR      | K35 (586 MHz)               | K22 (482 MHz)           | K24 (498 MHz)               | K43 (650 MHz)             | K28 (530 MHz)              | K26 (514 MHz)          |
| Halle-Stadt                            | 1      | ST   | MDR      | K38 (610 MHz)               | K22 (482 MHz)           | K24 (498 MHz)               | K43 (650 MHz)             | K28 (530 MHz)              | K26 (514 MHz)          |
| Wittenberg-Gallunberg                  | 1      | ST   | MDR      | K38 (610 MHz)               | K37 (602 MHz)           | K24 (498 MHz)               |                           |                            |                        |
| Magdeburg                              | 1      | ST   | MDR      | K45 (666 MHz)               | K37 (602 MHz)           | K34 (578 MHz)               | K46 (674 MHz)             | K29 (538 MHz)              | K48 (690 MHz)          |
| Brocken                                | 1      | ST   | MDR      | K45 (666 MHz)               | K37 (602 MHz)           | K34 (578 MHz)               |                           |                            |                        |
| Jena/Kernberge                         | 1      | TH   | MDR      | K27 (522 MHz)               | K41 (634 MHz)           | K21 (474 MHz)               | K44 (658 MHz)             | K33 (570 MHz)              | K47 (682 MHz)          |
| Rostock-Toitenwinkel                   | 1      | MV   | NDR      | K36 (594 MHz)               | K46 (674 MHz)           | K29 (538 MHz)               | K44 (658 MHz)             | K24 (498 MHz)              | K26 (514 MHz)          |
| Schwerin-Zippendorf                    | 1      | MV   | NDR      | K36 (594 MHz)               | K46 (674 MHz)           | K29 (538 MHz)               | K44 (658 MHz)             | K24 (498 MHz)              | K26 (514 MHz)          |
| Wedel-Wittsmoor                        | 1      | HH   | NDR      | K23 (490 MHz)               |                         | K41 (634 MHz)               |                           |                            |                        |
| Hamburg-Moorfleet                      | 1      | HH   | NDR      | K23 (490 MHz)               |                         | K41 (634 MHz) K40 (626 MHz) |                           |                            |                        |
| Hamburg-Heinrich-Hertz-Turm            | 1      | HH   | NDR      | K23 (490 MHz)               | K33 (570 MHz)           | K41 (634 MHz) K40 (626 MHz) | K27 (522 MHz)             | K28 (530 MHz)              | K45 (666 MHz)          |
| Hamburg-Höltigbaum (Rahlstedt)         | 1      | HH   | NDR      | K23 (490 MHz)               | K33 (570 MHz)           | K41 (634 MHz)               | K27 (522 MHz)             | K28 (530 MHz)              | K45 (666 MHz)          |
| Lübeck-Berkenthin                      | 1      | SH   | NDR      | K23 (490 MHz)               | K33 (570 MHz)           | K41 (634 MHz)               | K27 (522 MHz)             | K28 (530 MHz)              | K45 (666 MHz)          |
| Lübeck-Stockelsdorf                    | 1      | SH   | NDR      | K23 (490 MHz)               | K33 (570 MHz)           | K41 (634 MHz)               | K27 (522 MHz)             | K28 (530 MHz)              | K45 (666 MHz)          |
| Kiel                                   | 1      | SH   | NDR      | K47 (682 MHz)               | K21 (474 MHz)           | K39 (618 MHz)               | K27 (522 MHz)             | K28 (530 MHz)              | K45 (666 MHz)          |
| Bungsberg                              | 1      | SH   | NDR      | K47 (682 MHz)               | K21 (474 MHz)           | K39 (618 MHz)               |                           |                            |                        |
| Schleswig                              | 1      | SH   | NDR      | K47 (682 MHz)               | K21 (474 MHz)           | K39 (618 MHz)               |                           |                            |                        |
| Flensburg                              | 1      | SH   | NDR      | K47 (682 MHz)               | K21 (474 MHz)           | K39 (618 MHz)               |                           |                            |                        |
| Bad Pyrmont Anm. 1                     | 1      | NW   | NDR      | K22 (482 MHz)               | K38 (610 MHz)           | K32 (562 MHz)               |                           |                            |                        |
| Torfhaus (Harz-West)                   | 1      | NI   | NDR      | K23 (490 MHz)               |                         | K40 (626 MHz)               |                           |                            |                        |
| Bad Salzdetfurth-Sibbesse              | 1      | NI   | NDR      | K23 (490 MHz)               | K36 (594 MHz)           | K40 (626 MHz)               |                           |                            |                        |
| Hannover-Hemmingen                     | 1      | NI   | NDR      | K23 (490 MHz)               | K36 (594 MHz)           | K40 (626 MHz)               |                           |                            |                        |
| Hannover-Telemax                       | 1      | NI   | NDR      | K23 (490 MHz)               | K36 (594 MHz)           | K40 (626 MHz)               | K44 (658 MHz)             | K21 (474 MHz)              | K47 (682 MHz)          |
| Braunschweig-Broitzem                  | 1      | NI   | NDR      | K23 (490 MHz)               | K36 (594 MHz)           | K40 (626 MHz)               | K44 (658 MHz)             | K21 (474 MHz)              | K47 (682 MHz)          |
| Braunschweig-Kraftwerk                 | 1      | NI   | NDR      | K23 (490 MHz)               | K36 (594 MHz)           | K40 (626 MHz)               | K44 (658 MHz)             | K21 (474 MHz)              | K47 (682 MHz)          |
| Aurich-Popens                          | 1      | NI   | NDR      | K29 (538 MHz)               | K35 (586 MHz)           | K43 (650 MHz)               |                           |                            |                        |
| Steinkimmen (Ganderkesee)              | 1      | NI   | NDR      | K29 (538 MHz)               | K35 (586 MHz)           | K46 (674 MHz) K30 (546 MHz) |                           |                            |                        |
| Bremerhaven-Schiffdorf Anm. 2          | 1      | NI   | RB       | K29 (538 MHz)               | K35 (586 MHz)           | K46 (674 MHz) K30 (546 MHz) | K42 (642 MHz)             | K48 (690 MHz)              | K22 (482 MHz)          |
| Bremen-Walle (Utbremen)                | 1      | HB   | RB       | K29 (538 MHz)               | K35 (586 MHz)           | K46 (674 MHz) K30 (546 MHz) | K42 (642 MHz)             | K48 (690 MHz)              | K22 (482 MHz)          |
| Berlin-Scholzplatz                     | 1      | BE   | rbb      | K25 (506 MHz)               |                         | K40 (626 MHz)               |                           |                            |                        |
| Berlin-Alexanderplatz                  | 1      | BE   | rbb      | K25 (506 MHz)               | K33 (570 MHz)           | K40 (626 MHz)               | K27 (522 MHz)             | K31 (554 MHz)              | K42 (642 MHz)          |
| Berlin-Schäferberg                     | 1      | BE   | rbb      | K25 (506 MHz)               | K33 (570 MHz)           | K40 (626 MHz)               | K27 (522 MHz)             | K31 (554 MHz)              | K42 (642 MHz)          |
| Frankfurt (Oder) (Booßen)              | 1      | BB   | rbb      | K25 (506 MHz)               | K33 (570 MHz)           | K40 (626 MHz)               |                           |                            |                        |
| Saarbrücken-Schocksberg                | 1      | SL   | SR       |                             | K37 (602 MHz)           |                             | K35 (586 MHz)             | K44 (658 MHz)              | K45 (666 MHz)          |
| Göttelborner Höhe                      | 1      | SL   | SR       | K32 (562 MHz)               |                         | K46 (674 MHz)               |                           |                            |                        |
| Saarbrücken-Halberg                    | 1      | SL   | SR       | K32 (562 MHz)               |                         |                             |                           |                            |                        |
| Spiesen                                | 1      | SL   | SR       | K32 (562 MHz)               |                         |                             |                           |                            |                        |
| Heidelberg-Königstuhl                  | 1      | BW   | SWR      | K27 (522 MHz)               | K41 (634 MHz)           | K21 (474 MHz)               | K35 (586 MHz)             | K44 (658 MHz)              | K24 (498 MHz)          |
| Mannheim                               | 1      | BW   | SWR      | K27 (522 MHz)               | K41 (634 MHz)           | K21 (474 MHz)               | K35 (586 MHz)             | K44 (658 MHz)              | K24 (498 MHz)          |
| Karlsruhe-Grünwettersbach              | 1      | BW   | SWR      | K27 (522 MHz)               | K41 (634 MHz)           | K21 (474 MHz)               | K35 (586 MHz)             | K44 (658 MHz)              | K24 (498 MHz)          |
| Pforzheim-Schömberg-Langenbrand        | 1      | BW   | SWR      | K27 (522 MHz)               | K33 (570 MHz)           | K21 (474 MHz)               | K35 (586 MHz)             | K44 (658 MHz)              | K29 (538 MHz)          |
| Baden-Baden-Fremersberg                | 1      | BW   | SWR      | K36 (594 MHz)               | K33 (570 MHz)           | K39 (618 MHz)               | K35 (586 MHz)             | K44 (658 MHz)              | K29 (538 MHz)          |
| Stuttgart-Frauenkopf                   | 1      | BW   | SWR      | K32 (562 MHz)               | K23 (490 MHz)           | K28 (530 MHz)               | K26 (514 MHz)             | K25 (506 MHz)              | K45 (666 MHz)          |
| Reutlingen-Scheibengipfel              | 1      | BW   | SWR      | K32 (562 MHz)               | K23 (490 MHz)           | K28 (530 MHz)               | K26 (514 MHz)             | K25 (506 MHz)              | K45 (666 MHz)          |
| Gummersbach-Kerberg                    | 1      | NW   | WDR      | K26 (514 MHz)               | K29 (538 MHz)           | K35 (586 MHz)               |                           |                            |                        |
| Engelskirchen-Hohe Warte               | 1      | NW   | WDR      | K26 (514 MHz)               | K29 (538 MHz)           | K35 (586 MHz)               |                           |                            |                        |
| Aachen-Stolberg-Donnersberg            | 1      | NW   | WDR      | K26 (514 MHz)               | K29 (538 MHz)           | K35 (586 MHz)               |                           |                            |                        |
| Aachen-Stadt                           | 1      | NW   | WDR      | K26 (514 MHz)               | K29 (538 MHz)           | K35 (586 MHz)               | K40 (626 MHz)             | K43 (650 MHz)              | K48 (690 MHz)          |
| Bonn-Venusberg                         | 1      | NW   | WDR      | K26 (514 MHz)               | K29 (538 MHz)           | K35 (586 MHz)               | K40 (626 MHz)             | K43 (650 MHz)              | K36 (594 MHz)          |
| Köln-Colonius                          | 1      | NW   | WDR      | K26 (514 MHz)               | K29 (538 MHz)           | K35 (586 MHz)               | K40 (626 MHz)             | K43 (650 MHz)              | K36 (594 MHz)          |
| Hagen-Eilpe                            | 1      | NW   | WDR      | K25 (506 MHz)               | K29 (538 MHz)           | K35 (586 MHz)               | K40 (626 MHz)             | K43 (650 MHz)              | K48 (690 MHz)          |
| Essen                                  | 1      | NW   | WDR      | K25 (506 MHz)               | K29 (538 MHz)           | K35 (586 MHz)               | K40 (626 MHz)             | K43 (650 MHz)              | K48 (690 MHz)          |
| Dortmund-Florianturm                   | 1      | NW   | WDR      | K25 (506 MHz)               | K29 (538 MHz)           | K35 (586 MHz)               | K40 (626 MHz)             | K43 (650 MHz)              | K48 (690 MHz)          |
| Velbert-Langenberg                     | 1      | NW   | WDR      | K25 (506 MHz) K46 (674 MHz) | K29 (538 MHz)           | K35 (586 MHz)               | K40 (626 MHz)             | K43 (650 MHz)              | K48 (690 MHz)          |
| Wuppertal-Küllenhahn                   | 1      | NW   | WDR      | K46 (674 MHz)               | K29 (538 MHz)           | K35 (586 MHz)               | K40 (626 MHz)             | K43 (650 MHz)              | K48 (690 MHz)          |
| Düsseldorf-Rheinturm                   | 1      | NW   | WDR      | K46 (674 MHz)               | K29 (538 MHz)           | K35 (586 MHz)               | K40 (626 MHz)             | K43 (650 MHz)              | K48 (690 MHz)          |
| Wesel                                  | 1      | NW   | WDR      | K46 (674 MHz)               | K29 (538 MHz)           | K35 (586 MHz)               | K40 (626 MHz)             | K43 (650 MHz)              | K48 (690 MHz)          |
| Kleve                                  | 1      | NW   | WDR      | K46 (674 MHz)               |                         | K35 (586 MHz)               |                           |                            |                        |
| Gelsenkirchen-Scholven                 | 1      | NW   | WDR      | K25 (506 MHz)               |                         |                             |                           |                            |                        |
| Freiburg-Schönberg                     | 2a     | BW   | SWR      | K36 (594 MHz)               | K33 (570 MHz)           | K39 (618 MHz)               | K28 (530 MHz)             | K42 (642 MHz)              | K29 (538 MHz)          |
| Freiburg-Vogtsburg                     | 2a     | BW   | SWR      | K36 (594 MHz)               | K33 (570 MHz)           | K39 (618 MHz)               | K28 (530 MHz)             | K42 (642 MHz)              | K29 (538 MHz)          |
| Pfaffenberg                            | 2a     | BY   | BR       | K36 (594 MHz)               | K26 (514 MHz)           | K43 (650 MHz)               |                           |                            |                        |
| Heidelstein (Rhön) Anm. 3              | 2a     | BY   | HR       |                             | K26 (514 MHz)           |                             |                           |                            |                        |
| Kreuzberg (Rhön)                       | 2a     | BY   | BR       | K36 (594 MHz)               |                         | K43 (650 MHz)               |                           |                            |                        |
| Würzburg (Frankenwarte)                | 2a     | BY   | BR       | K36 (594 MHz)               | K26 (514 MHz)           | K43 (650 MHz)               |                           |                            |                        |
| Habichtswald                           | 2a     | HE   | HR       | K46 (674 MHz)               | K35 (586 MHz)           | K29 (538 MHz)               | K28 (530 MHz)             | K25 (506 MHz)              | K48 (690 MHz)          |
| Hoher Meißner                          | 2a     | HE   | HR       | K46 (674 MHz)               | K35 (586 MHz)           | K29 (538 MHz)               |                           |                            |                        |
| Kassel-Söhrewald                       | 2a     | HE   | HR       | K46 (674 MHz)               | K35 (586 MHz)           | K29 (538 MHz)               | K28 (530 MHz)             | K25 (506 MHz)              | K48 (690 MHz)          |
| Heringsdorf (Usedom)                   | 2a     | MV   | NDR      | K36 (594 MHz)               | K46 (674 MHz)           | K29 (538 MHz)               |                           |                            |                        |
| Garz (Rügen)                           | 2a     | MV   | NDR      | K36 (594 MHz)               | K46 (674 MHz)           | K29 (538 MHz)               |                           |                            |                        |
| Bad Lauterberg                         | 2a     | NI   | NDR      | K38 (610 MHz)               |                         | K24 (498 MHz)               |                           |                            |                        |
| Cuxhaven-Stadt                         | 2a     | NI   | NDR      | K29 (538 MHz)               | K35 (586 MHz)           | K36 (594 MHz)               |                           |                            |                        |
| Göttingen (Espol-Solling)              | 2a     | NI   | NDR      | K23 (490 MHz)               | K35 (586 MHz)           | K40 (626 MHz)               |                           |                            |                        |
| Göttingen-Hetjershausen                | 2a     | NI   | NDR      | K23 (490 MHz)               |                         | K40 (626 MHz)               |                           |                            |                        |
| Holzminden-Stahle Anm. 4               | 2a     | NW   | NDR (HR) | K22 (482 MHz)               |                         | K32 (562 MHz)               |                           |                            |                        |
| Wolfsburg                              | 2a     | NI   | NDR      | K22 (482 MHz)               | K36 (594 MHz)           | K42 (642 MHz)               |                           |                            |                        |
| Koblenz (Kühkopf)                      | 2a     | RP   | SWR      | K23 (490 MHz)               | K28 (530 MHz)           | K33 (570 MHz)               | K31 (554 MHz)             | K47 (682 MHz)              | K25 (506 MHz)          |
| Dresden-Wachwitz                       | 2a     | SN   | MDR      | K34 (578 MHz)               | K36 (594 MHz)           | K39 (618 MHz)               | K46 (674 MHz)             | K29 (538 MHz)              | K42 (642 MHz)          |
| Löbau                                  | 2a     | SN   | MDR      | K34 (578 MHz)               | K36 (594 MHz)           | K39 (618 MHz)               |                           |                            |                        |
| Augsburg (Hotelturm)                   | 2b     | BY   | BR       | K41 (634 MHz)               | K44 (658 MHz)           | K22 (482 MHz)               | K33 (570 MHz)             | K39 (618 MHz)              | K25 (506 MHz)          |
| Gelbelsee                              | 2b     | BY   | BR       | K41 (634 MHz)               | K44 (658 MHz)           | K22 (482 MHz)               |                           |                            |                        |
| Pfaffenhofen (Ilm)                     | 2b     | BY   | BR       | K41 (634 MHz)               | K44 (658 MHz)           | K22 (482 MHz)               |                           |                            |                        |
| Hochberg (Traunstein) Anm. 5           | 2b     | BY   | BR       | K31 (554 MHz)               | K34 (578 MHz)           | K30 (546 MHz)               |                           |                            |                        |
| Untersberg (Salzburg) Anm. 6           | 2b     | AT   | BR       | K31 (554 MHz)               | K34 (578 MHz)           | K30 (546 MHz)               |                           |                            |                        |
| Erfurt                                 | 2b     | TH   | MDR      | K27 (522 MHz)               | K41 (634 MHz)           | K21 (474 MHz)               | K44 (658 MHz)             | K33 (570 MHz)              | K47 (682 MHz)          |
| Weimar (Ettersberg)                    | 2b     | TH   | MDR      | K27 (522 MHz)               | K41 (634 MHz)           | K21 (474 MHz)               | K44 (658 MHz)             | K33 (570 MHz)              | K47 (682 MHz)          |
| Lüneburg                               | 2b     | NI   | NDR      | K23 (490 MHz)               | K33 (570 MHz)           | K41 (634 MHz)               |                           |                            |                        |
| Lingen                                 | 2b     | NI   | NDR      | K41 (634 MHz)               | K45 (666 MHz)           | K37 (602 MHz)               |                           |                            |                        |
| Osnabrück (Bramsche-Schleptruper Egge) | 2b     | NI   | NDR      | K41 (634 MHz)               | K45 (666 MHz)           | K37 (602 MHz)               |                           |                            |                        |
| Osnabrück (Schinkelturm)               | 2b     | NI   | NDR      | K41 (634 MHz)               | K45 (666 MHz)           | K37 (602 MHz)               | K24 (498 MHz)             | K27 (522 MHz)              | K39 (618 MHz)          |
| Münster (Stadt)                        | 2b     | NW   | WDR      | K34 (578 MHz)               | K45 (666 MHz)           | K32 (562 MHz)               | K24 (498 MHz)             | K27 (522 MHz)              | K39 (618 MHz)          |
| Münster-Baumberge                      | 2b     | NW   | WDR      | K34 (578 MHz)               | K45 (666 MHz)           | K32 (562 MHz)               |                           |                            |                        |
| Bielefeld (Hünenburg) Anm. 7           | 2b     | NW   | WDR      | K31 (554 MHz)               | K33 (570 MHz)           | K26 (514 MHz)               | K24 (498 MHz)             | K27 (522 MHz)              | K39 (618 MHz)          |
| Porta Westfalica (Jakobsberg)          | 2b     | NW   | WDR      | K31 (554 MHz)               | K33 (570 MHz)           | K26 (514 MHz)               |                           |                            |                        |
| Teutoburger Wald (Bielstein)           | 2b     | NW   | WDR      | K31 (554 MHz)               | K33 (570 MHz)           | K26 (514 MHz)               |                           |                            |                        |
| Amberg (Hirschau)                      | 3a-I   | BY   | BR       | K23 (490 MHz)               | K37 (602 MHz)           | K47 (682 MHz)               |                           |                            |                        |
| Bamberg (Geisberg)                     | 3a-I   | BY   | BR       | K40 (626 MHz)               | K37 (602 MHz)           | K30 (546 MHz)               |                           |                            |                        |
| Ochsenkopf                             | 3a-I   | BY   | BR       | K40 (626 MHz)               | K37 (602 MHz)           | K30 (546 MHz)               |                           |                            |                        |
| Geyer                                  | 3a-I   | SN   | MDR      | K32 (562 MHz)               | K22 (482 MHz)           | K25 (506 MHz)               | K46 (674 MHz)             | K42 (642 MHz)              | K29 (538 MHz)          |
| Chemnitz                               | 3a-I   | SN   | MDR      | K32 (562 MHz)               | K22 (482 MHz)           | K25 (506 MHz)               | K46 (674 MHz)             | K42 (642 MHz)              | K29 (538 MHz)          |
| Gera                                   | 3a-I   | TH   | MDR      | K27 (522 MHz)               | K22 (482 MHz)           | K25 (506 MHz)               | K43 (650 MHz)             | K28 (530 MHz)              | K47 (682 MHz)          |
| Aalen                                  | 3a-II  | BW   | SWR      | K32 (562 MHz)               | K23 (490 MHz)           | K28 (530 MHz)               |                           |                            |                        |
| Heilbronn-Weinsberg Anm. 8             | 3a-II  | BW   | SWR      | K32 (562 MHz)               | K23 (490 MHz)           | K28 (530 MHz)               | K35 (586 MHz)             | K44 (658 MHz)              | K24 (498 MHz)          |
| Waldenburg                             | 3a-II  | BW   | SWR      | K32 (562 MHz)               | K23 (490 MHz)           | K28 (530 MHz)               |                           |                            |                        |
| Donaueschingen                         | 3a-II  | BW   | SWR      | K43 (650 MHz)               | K37 (602 MHz)           | K47 (682 MHz)               |                           |                            |                        |
| Ravensburg                             | 3a-II  | BW   | SWR      | K43 (650 MHz)               | K37 (602 MHz)           | K47 (682 MHz)               |                           |                            |                        |
| Ulm-Ermingen                           | 3a-II  | BW   | SWR      | K43 (650 MHz)               | K37 (602 MHz)           | K47 (682 MHz)               | K33 (570 MHz)             | K39 (618 MHz)              | K36 (594 MHz)          |
| Garmisch-Partenkirchen                 | 3a-II  | BY   | BR       | K45 (666 MHz)               | K40 (626 MHz)           | K46 (674 MHz)               |                           |                            |                        |
| Grünten                                | 3a-II  | BY   | BR       | K45 (666 MHz)               | K40 (626 MHz)           | K46 (674 MHz)               |                           |                            |                        |
| Hohenpeißenberg                        | 3a-II  | BY   | BR       | K45 (666 MHz)               | K40 (626 MHz)           | K46 (674 MHz)               |                           |                            |                        |
| Pfänder (Vorarlberg)                   | 3a-II  | AT   | BR       | K45 (666 MHz)               |                         | K46 (674 MHz)               |                           |                            |                        |
| Helgoland                              | 3a-III | SH   | NDR      | K47 (682 MHz)               | K44 (658 MHz)           | K39 (618 MHz)               |                           |                            |                        |
| Donnersberg                            | 3a-IV  | RP   | SWR      | K30 (546 MHz)               | K37 (602 MHz)           | K46 (674 MHz)               |                           |                            |                        |
| Kaiserslautern                         | 3a-IV  | RP   | SWR      | K30 (546 MHz)               | K37 (602 MHz)           | K46 (674 MHz)               | K35 (586 MHz)             | K44 (658 MHz)              | K40 (626 MHz)          |
| Daun (Eifel)                           | 3a-IV  | RP   | SWR      | K48 (690 MHz)               | K37 (602 MHz)           | K46 (674 MHz)               |                           |                            |                        |
| Trier (Petrisberg)                     | 3a-IV  | RP   | SWR      | K48 (690 MHz)               | K37 (602 MHz)           | K46 (674 MHz)               | K35 (586 MHz)             | K44 (658 MHz)              | K40 (626 MHz)          |
| Inselsberg                             | 3a-IV  | TH   | MDR      | K27 (522 MHz)               | K41 (634 MHz)           | K39 (618 MHz)               |                           |                            |                        |
| Bredstedt                              | 3a-V   | SH   | NDR      | K26 (514 MHz)               | K31 (554 MHz)           | K24 (498 MHz)               |                           |                            |                        |
| Brunsbüttel                            | 3a-V   | SH   | NDR      | K26 (514 MHz)               |                         | K24 (498 MHz)               |                           |                            |                        |
| Heide/Welmbüttel                       | 3a-V   | SH   | NDR      | K26 (514 MHz)               | K31 (554 MHz)           | K24 (498 MHz)               |                           |                            |                        |
| Westerland/Sylt                        | 3a-V   | SH   | NDR      | K26 (514 MHz)               | K31 (554 MHz)           | K24 (498 MHz)               |                           |                            |                        |
| Waren (Müritz)                         | 3a-V   | MV   | NDR      | K36 (594 MHz)               | K23 (490 MHz)           | K22 (482 MHz)               |                           |                            |                        |
| Helpterberg                            | 3a-V   | MV   | NDR      | K36 (594 MHz)               | K23 (490 MHz)           | K22 (482 MHz)               |                           |                            |                        |
| Hochsauerland (Hunau)                  | 3a-V   | NW   | WDR      | K21 (474 MHz)               | K30 (546 MHz)           | K44 (658 MHz)               |                           |                            |                        |
| Nordhelle                              | 3a-V   | NW   | WDR      | K21 (474 MHz)               | K30 (546 MHz)           | K44 (658 MHz)               |                           |                            |                        |
| Siegen (Giersberg)                     | 3a-V   | NW   | WDR      | K21 (474 MHz)               | K30 (546 MHz)           | K44 (658 MHz)               |                           |                            |                        |
| Hohe Linie (Regensburg)                | 3b-I   | BY   | BR       | K27 (522 MHz)               | K36 (594 MHz)           | K21 (474 MHz)               |                           |                            |                        |
| Hoher Bogen                            | 3b-I   | BY   | BR       | K28 (530 MHz)               | K46 (674 MHz)           | K21 (474 MHz)               |                           |                            |                        |
| Brotjacklriegel                        | 3b-I   | BY   | BR       | K28 (530 MHz)               | K46 (674 MHz)           | K40 (626 MHz)               |                           |                            |                        |
| Landshut                               | 3b-I   | BY   | BR       | K28 (530 MHz)               | K46 (674 MHz)           | K40 (626 MHz)               |                           |                            |                        |
| Passau                                 | 3b-I   | BY   | BR       | K28 (530 MHz)               | K46 (674 MHz)           | K40 (626 MHz)               |                           |                            |                        |
| Pfarrkirchen                           | 3b-I   | BY   | BR       | K28 (530 MHz)               | K46 (674 MHz)           | K40 (626 MHz)               |                           |                            |                        |
| Calau                                  | 3b-II  | BB   | rbb      | K23 (490 MHz)               | K36 (594 MHz)           | K44 (658 MHz)               |                           |                            |                        |
| Dannenberg                             | 3b-III | NI   | NDR      | K32 (562 MHz)               |                         | K43 (650 MHz)               |                           |                            |                        |
| Uelzen                                 | 3b-III | NI   | NDR      | K32 (562 MHz)               |                         | K43 (650 MHz)               |                           |                            |                        |
| Visselhövede                           | 3b-III | NI   | NDR      | K32 (562 MHz)               | K25 (506 MHz)           | K43 (650 MHz)               |                           |                            |                        |
| Alfeld (Reuberg)                       | 3b-IV  | NI   | NDR      | K23 (490 MHz)               |                         | K40 (626 MHz)               |                           |                            |                        |
| Großenbrode                            |        | SH   | NDR      | K47 (682 MHz)               |                         | K39 (618 MHz)               |                           |                            |                        |
| Greifswald                             |        | MV   | NDR      | K36 (594 MHz)               |                         | K29 (538 MHz)               |                           |                            |                        |
| Röbel                                  |        | MV   | NDR      | K36 (594 MHz)               |                         | K22 (482 MHz)               |                           |                            |                        |
| Braunlage                              |        | NI   | NDR      | K23 (490 MHz)               |                         | K40 (626 MHz)               |                           |                            |                        |
| Felsberg-Berus                         |        | SL   | SR       | K32 (562 MHz)               |                         |                             |                           |                            |                        |

Die zwei verschiedenen Frequenzen für den Regional-Mux in Bremen und Hamburg kommen daher, dass die Sender Radio Bremen TV auf K46 (674 MHz) bzw. NDR HH auf K40 (626 MHz) alleine auf einem eigenen Mux ausgestrahlt werden. NDR HH wird damit von den beiden betroffenen Sendern zweimal ausgestrahlt (auch auf K41).

#### Verbliebene DVB-T-Sender
Die Regionalsender in Hamburg, Halle und Berlin senden weiterhin im DVB-T-Standard. In Berlin werden darüber hinaus einige weitere Sender ausgestrahlt. Zum Umstellungstermin wurden lediglich die Kanäle wegen der Digitalen Dividende II gewechselt. Zudem hatten der NDR und Radio Bremen zum Umstelltermin am 29. März 2017, als einzige Anstalten in allen umgestellten Regionen, einen Simulcast-Multiplex mit den Programmen Das Erste, ZDF und je zwei Landesversionen des NDR Fernsehens in Betrieb genommen. Dieser Simulcast-Betrieb wurde am 25. April bzw. 30. Juni 2017 eingestellt:
| Region                | Kanal         | Programme                       |
| --------------------- | ------------- | ------------------------------- |
| Bremen/Unterweser     | K32 (562 MHz) | Das Erste, ZDF, NDR NDS, rbTV   |
| Aurich/Ostfriesland   | K58 (770 MHz) | Das Erste, ZDF, NDR NDS, rbTV   |
| Hannover/Braunschweig | K56 (754 MHz) | Das Erste, ZDF, NDR NDS, NDR MV |
| Rostock               | K52 (722 MHz) | Das Erste, ZDF, NDR NDS, NDR MV |
| Schwerin              | K53 (730 MHz) | Das Erste, ZDF, NDR NDS, NDR MV |
| Hamburg               | K54 (738 MHz) | Das Erste, ZDF, NDR HH, NDR SH  |
| Lübeck                | K59 (778 MHz) | Das Erste, ZDF, NDR HH, NDR SH  |
| Kiel/Flensburg        | K35 (586 MHz) | Das Erste, ZDF, NDR HH, NDR SH  |
| Halle (Saale)         | K40 (626 MHz) | TV Halle                        |

### Sendeparameter
| Verwendet von (HD-Programme pro Mux)                                           | Modulations- verfahren | Coderate | FFT-Modus    | Guard- intervall | Pilottöne       | Datenrate [Mbit/s] |
| ------------------------------------------------------------------------------ | ---------------------- | -------- | ------------ | ---------------- | --------------- | ------------------ |
| Bundesweiter Phase-1-Testmux (6) freenetTV (5–7)                               | 64-QAM                 | 2/3      | 32k extended | 1/16             | Pilot Pattern 4 | 27,6               |
| SR (5) SWR (5)                                                                 | 64-QAM                 | 3/5      | 32k extended | 19/128           | Pilot Pattern 4 | 24,6               |
| MDR (6) RBB (6)                                                                | 64-QAM                 | 3/5      | 32k extended | 19/256           | Pilot Pattern 2 | 23,6               |
| BR (6) hr regional (5) WDR Mux I Süd, West (6) ZDF (5)                         | 64-QAM                 | 3/5      | 16k extended | 19/128           | Pilot Pattern 2 | 22,0               |
| WDR Mux I BI-SI, MS, Ruhr (5)                                                  | 64-QAM                 | 1/2      | 16k extended | 19/256           | Pilot Pattern 2 | 19,5               |
| hr national (5) NDR national (5) NDR regional außer Hamburg (5) WDR Mux II (5) | 64-QAM                 | 1/2      | 16k extended | 19/128           | Pilot Pattern 2 | 18,2               |
| NDR Hamburg regional (1) Radio Bremen regional (1)                             | 4-QAM (QPSK)           | 1/2      | 16k extended | 19/128           | Pilot Pattern 2 | 6,0                |